# 1419
سنة 1419 كانت سنة بسيطة تبدأ يوم الأحد (الرابط يظهر نموذج التقويم الكامل للسنة) من التقويم اليولياني.

## مواليد
- خوان باتشيكو سياسي إسباني
- عبد الحق الثاني المريني
- يوهان الأول، دوق كليفه

## وفيات
- الهادي بن إبراهيم الوزير